# Danevirke
Le Danevirke (en vieux norrois Danavirki ; en danois Dannevirke; en allemand Danewerk « ouvrage danois ») est un système complexe de fortification danois historique situé dans le Schleswig-Holstein (Allemagne du nord). Cette importante ligne défensive d'une trentaine de kilomètres de long, construite pendant la période Viking danoise, barre la péninsule du Jutland à sa base. Elle a été utilisée militairement pour la dernière fois pendant la guerre des Duchés en 1864.

## Historique

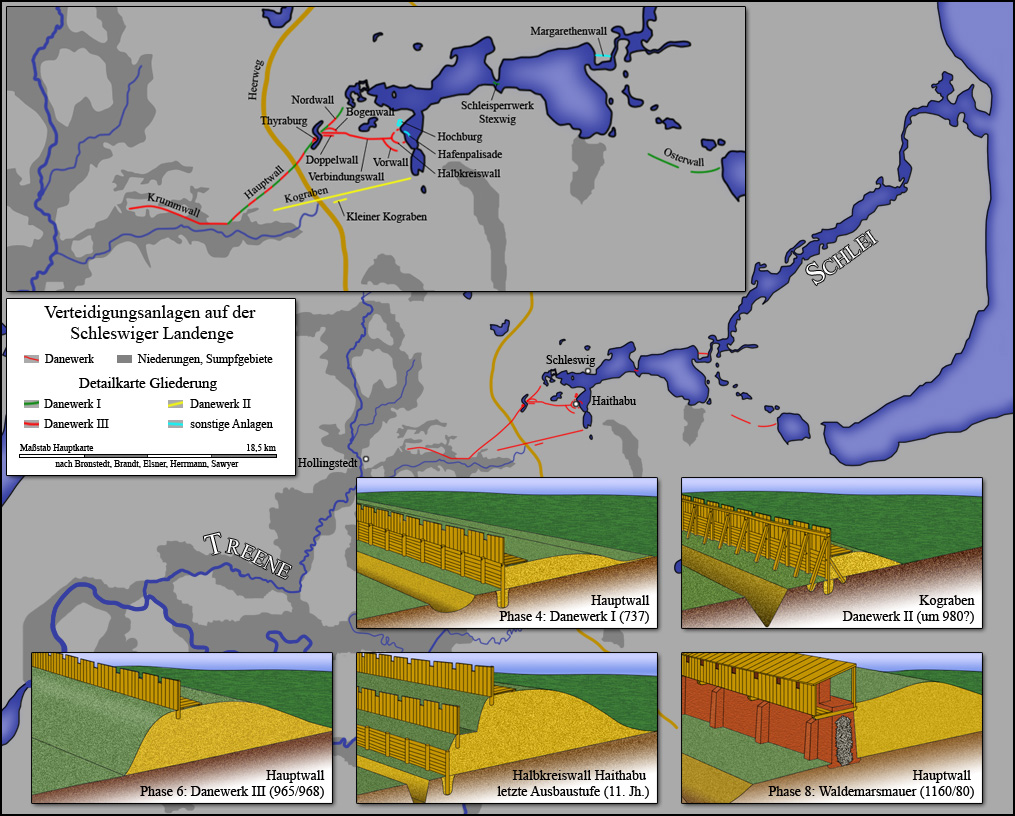
Les différentes phases de construction du mur.

Les origines du Danevirke sont mal connues. Il s'agit d'un système fait de fossés et de levées de terre surmontées de palissades de bois sur 35 kilomètres depuis le fjord de Schlei jusqu'à la rivière Treene.
Des datations au carbone 14 effectuées en 2013 révèlent que certaines phases de constructions sont plus vieilles que ce que projetait la dendrochronologie. Une portion de cette fortification remonte vers l'an 500 et les différentes portions échelonnent leur construction jusqu'au XIIIe siècle. Cette datation permet de supposer qu'un pouvoir commence à s'imposer sur la région et est en mesure de mobiliser des ressources et des hommes.
D'importantes phases de reconstruction se déroulent au début du VIIIe siècle et pourraient être attribuées au roi danois Ongendus rencontré vers 710 par Willibrord d'Utrecht. Les phases les plus importantes de la construction sont datées de 737 par la dendrochronologie et le radiocarbone.
Les premières sources écrites le mentionnent pendant le règne de Godfried de Danemark, vers 810-813, alors en guerre contre l'Empire carolingien. Dans les Annales regni Francorum, l'ensemble est décrit comme ceci : « Godfried [...] décida de fortifier la limite entre son royaume et la Saxe par un retranchement, de sorte que, du golfe de la mer orientale qu'ils nomment Ostarsalt jusqu'à l'océan à l'ouest, un ouvrage fortifié longeât toute la rive nord de l'Eider, en ne laissant qu'une porte par laquelle on pût entrer et sortir chariots et cavaliers. » En 2010, les archéologues mettent au jour la porte évoquée dans ce texte, large de cinq mètres, et qui confirme que le Danevirke a également pour objectif de protéger et contrôler le flux du commerce qui transite par le Jutland.
Le Danevirke se constitue alors de levées de terre de hauteur variable (six à sept mètres à l’endroit le plus sensible), renforcées par des traverses de bois et couronnées par une palissade ; un fossé double le mur. Il est reconstruit en 968 à l'occasion d'un conflit entre Harald à la dent bleue et les Allemands. Harald aurait mené des expéditions en Holstein en 973 et provoqué en représailles une attaque d’Othon II qui aurait investi le Danevirke en 974.
À la fin du XIe siècle, Knut IV fait rehausser l'ouvrage, creuse davantage les fossés et intègre la pierre afin de renforcer la structure. Il est renforcé par un mur de briques sous Valdemar Ier dans les années 1160. L'ouvrage ne tombe en désuétude qu'au cours du XIVe siècle.

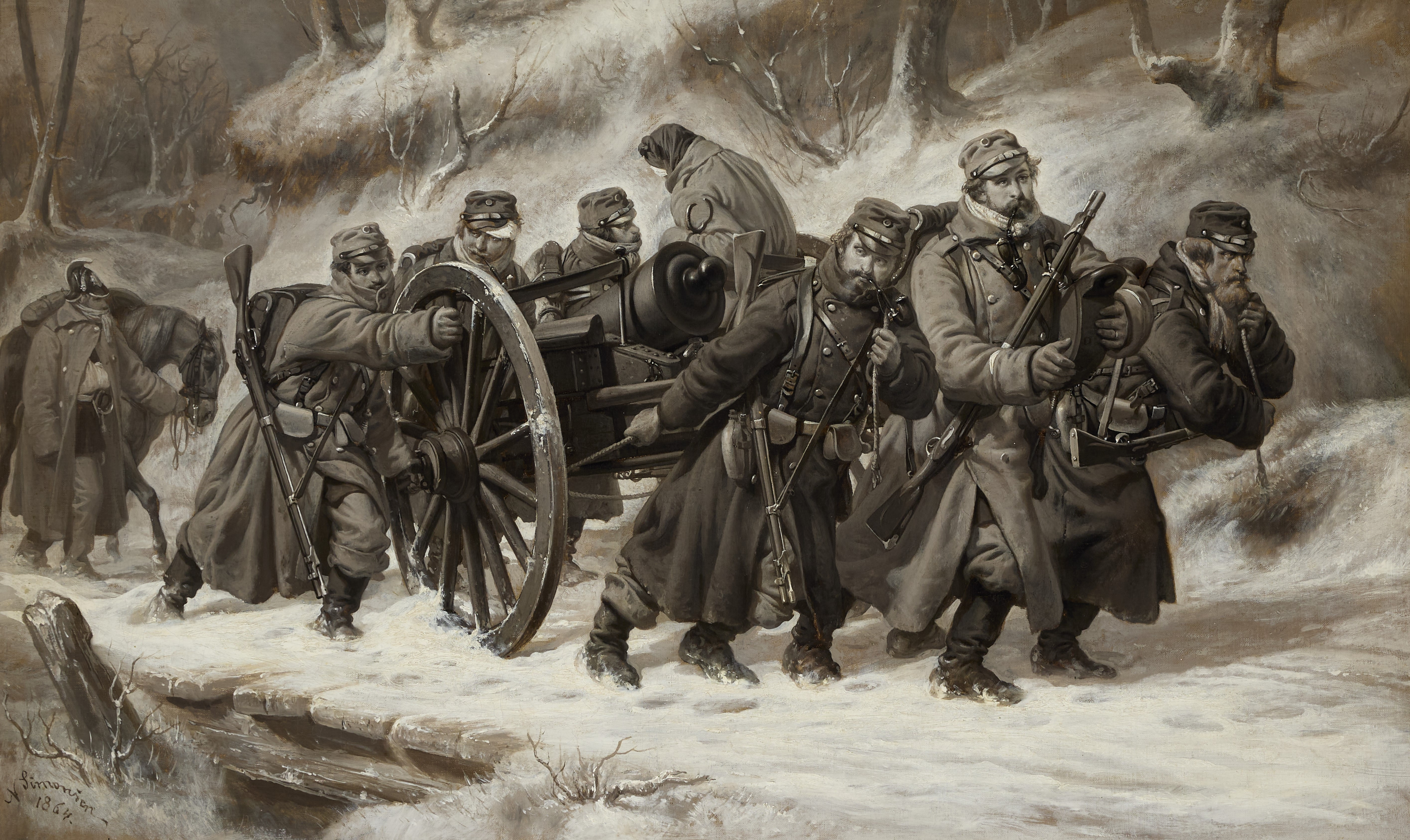
Évacuation du Danevirke par les forces danoises les 5 et 6 février 1864.

En 1864, lors de la guerre des Duchés, 44 000 soldats de l'armée danoise s'y rassemblent. L'imposant ouvrage militaire se compose désormais de 27 redoutes, équipées de 175 canons. Attaqué de front par les forces autrichiennes et à revers par les Prussiens, qui traversent la Schlei le 6 février 1864, le commandant en chef danois Christian Julius de Meza décide alors de faire évacuer le Danevirke afin d'éviter l'encerclement. L'artillerie présente à Flensbourg soutient ce retrait. L'abandon de cet ouvrage défensif symbolique pour les Danois cause un choc dans l'opinion publique, ce qui entraîne la démission de De Meza de ses fonctions.
Depuis ce conflit, le Danevirke se trouve sur le territoire allemand et a été délaissé,.
Le site « Ensemble archéologique frontalier de Hedeby et du Danevirke » est inscrit au patrimoine mondial de l'UNESCO en 2018.